# Les Toits rouges (immeubles)
 (octobre 2024).
La mise en forme du texte ne suit pas les recommandations de Wikipédia : il faut le « wikifier ».
Les points d'amélioration suivants sont les cas les plus fréquents :
- Les titres sont pré-formatés par le logiciel. Ils ne sont ni en capitales, ni en gras.
- Le texte ne doit pas être écrit en capitales (les noms de famille non plus), ni en gras, ni en italique, ni en « petit »…
- Le gras n'est utilisé que pour surligner le titre de l'article dans l'introduction, une seule fois.
- L'italique est rarement utilisé : mots en langue étrangère, titres d'œuvres, noms de bateaux, etc.
- Les citations ne sont pas en italique mais en corps de texte normal. Elles sont entourées par des guillemets français : « et ».
- Les listes à puces sont à éviter, des paragraphes rédigés étant largement préférés. Les tableaux sont à réserver à la présentation de données structurées (résultats, etc.).
- Les appels de note de bas de page (petits chiffres en exposant, introduits par l'outil «  Source ») sont à placer entre la fin de phrase et le point final[comme ça].
- Les liens internes (vers d'autres articles de Wikipédia) sont à choisir avec parcimonie. Créez des liens vers des articles approfondissant le sujet. Les termes génériques sans rapport avec le sujet sont à éviter, ainsi que les répétitions de liens vers un même terme.
- Les liens externes sont à placer uniquement dans une section « Liens externes », à la fin de l'article. Ces liens sont à choisir avec parcimonie suivant les règles définies. Si un lien sert de source à l'article, son insertion dans le texte est à faire par les notes de bas de page.
- La présentation des références doit suivre les conventions bibliographiques. Il est recommandé d'utiliser les modèles {{Ouvrage}}, {{Chapitre}}, {{Article}}, {{Lien web}} et/ou {{Bibliographie}}. Le mode d'édition visuel peut mettre en forme automatiquement les références.
- Insérer une infobox (cadre d'informations à droite) n'est pas obligatoire pour parachever la mise en page.

Pour une aide détaillée, merci de consulter Aide:Wikification.
Si vous pensez que ces points ont été résolus, vous pouvez retirer ce bandeau et améliorer la mise en forme d'un autre article.
Pour l’article homonyme, voir Les Toits rouges.
Les immeubles de logements dit « Les toits rouges » est un grand ensemble architectural construit par l’architecte française Iwona Buczkowska entre 1992 et 1994 à Saint-Dizier dans la Haute-Marne.

## Contexte historique
Dans les années 1960, le plan urbain du quartier de Gigny à Saint-Dizier est totalement remodelé. Ce secteur, destiné à devenir le nouveau centre de la ville, est également conçu pour accueillir de nombreux logements afin de répondre à l'essor démographique. L'architecte André Croizé élabore alors le plan-masse d'un vaste ensemble constitué de barres et de tours. La construction est confiée à la Société de rénovation et à l'Office Public d'Habitations à Loyer Modéré (OPHLM) de la ville.
La première réalisation de ce projet est la tour Dampierre, édifiée en 1970 par André Croizé pour l'OPHLM. En 1972, la résidence monumentale Gigny-Val-d'Ornel voit le jour, accueillant à la fois des logements et des commerces en rez-de-chaussée.
En 1991, l'Office Public d'Habitations à Loyer Modéré (OPHLM) de Saint-Dizier a organisé un concours pour la construction d'un ensemble d'immeubles situés avenue Pasteur. Le projet retenu, intitulé « Les toits rouges », est l'œuvre de l'architecte Iwona Buczkowska. Ce projet est considéré comme l'un des plus emblématiques de sa carrière. Les travaux de construction débutent en octobre 1992 et s'achèvent en mai 1994. 
En 2015, cet ensemble architectural reçoit le label « Patrimoines du XXe siècle ». Avec la disparition de ce dernier en 2016, il devient alors label « Architecture contemporaine remarquable » (ACR) et rejoint la collection des édifices labellisés de la région du Grand Est.

## Description de l’architecture
Les « toits rouges » sont un regroupement de 81 logements répartis sur deux parcelles encadrant l’avenue Pasteur, couvrant une surface totale de 7 542 m². La parcelle ouest abrite deux blocs formant des branches autour d'un square. La parcelle est, située légèrement plus au sud, ne comprend qu’un seul bloc. Ces architectures, entourées d'espaces arborés, sont conçues pour valoriser leur environnement urbain, notamment grâce au mouvement oblique de leurs toitures. Cette absence de linéarité contraste avec les HLM des Trente Glorieuses.
Ce projet architectural est construit avec une ossature poteaux-dalles en béton, une charpente en bois apparente et une toiture en aluminium rouge. Les façades donnant sur l’avenue Pasteur sont en béton brut pour isoler acoustiquement les logements. Tandis que les façades intérieures sont habillées de lames de bois, rappelant les colombages traditionnels et étant une signature esthétique de Buczkowska. Les blocs, de hauteur modeste, vont jusqu’à 5 niveaux. Grâce aux pans coupés des façades et des toitures, les logements évitent les vis-à-vis et bénéficient de multiples orientations. 
À l’intérieur, les logements s’organisent sur deux niveaux autour d'une trame carrée, elle-même subdivisée en demi-trames triangulaires. Les cloisons se libèrent de l’alignement des poteaux, offrant une large flexibilité. L'escalier en bois, la charpente apparente et les nombreuses baies vitrées apportent chaleur, lumière et une touche d’originalité, en cohérence avec l’esthétique extérieure du projet. Chacun des logements comprend une terrasse au sud, avec de nombreuses ouvertures aux formes variées. Les espaces de circulation sont extérieurs, avec des galeries couvertes et des escaliers hélicoïdaux.
Cette architecture, aujourd’hui dans un très bon état de conservation, n’a presque pas subi d’intervention dénaturant le projet d’origine.